# Rho Fieramilano
Rho Fieramilano is een metrostation in de Italiaanse stad Rho dat werd geopend op 14 september 2005 en wordt bediend door lijn 1 van de metro van Milaan.

## Geschiedenis
In maart 1994 werd besloten tot de verhuizing van de jaarbeurs (Fiera) van Amendola naar het terrein van de voormalige olieraffinaderij van AGIP bij Rho omdat uitbreiding in de stad niet mogelijk was. Om de nieuwe jaarbeurs per metro bereikbaar te maken werd tevens besloten om lijn 1 vanaf de gemeentegrens door te trekken naar de nieuwe locatie. De tunnels van de verlenging werden geboord maar het station zelf en de ondergrondse opstelsporen werden gebouwd als kuipstation. De jaarbeurs verhuisde in 2005 naar Rho en het station werd op 14 september 2005 geopend als Rho Fiera. Voorafgaand aan de officiële opening kon het publiek al tijdens de gemeenteraadsverkiezingen van 30 maart tot 2 april 2005 een ritje maken over het nieuwe traject. In verband met aanpassingen voor de Expo 2015 was het station van 9 juni tot 13 juli 2014 gesloten en was Molino Dorino tijdelijk weer eindpunt. Na afloop van Expo werd de naam van het station Rho Fieramilano als onderscheid van de Fieramilanocity, het congrescentrum dat nog op de oude locatie in de stad staat.

## Ligging en inrichting
Het station ligt onder het parkeerterrein aan de oostkant van de jaarbeurs. Net als eerder bij Amendola is ook dit station ontworpen om een grote hoeveelheid beursbezoekers af te handelen. In geval van grote drukte kan het voorkomen dat het metroverkeer wordt opgeschort om de uitstroom van reizigers mogelijk te maken. De verdeelhal is net als bij Amendola voorzien van een glazen dak, hier midden in een rotonde. Behalve de toegang naar de parkeerplaats aan de zuidkant is er ook een tunnel met roltapijten die het station en de tentoonstellingshallen onderling verbindt en een directe toegang naar de loopbrug van het aangrenzende spoorwegstation Rho Fiera.  

## Reizigersverkeer
Door de ligging buiten de gemeente Milaan valt het voor abonnementen onder het buitenstedelijk tarief, de gewone metrokaartjes zijn evenwel ook op dit deel van de lijn te gebruiken. Het aangrenzende spoorwegstation wordt onder andere bediend door de lijnen S5, S6 en S11 van de suburbane.